# Mark Lindsay Chapman
Mark Lindsay Chapman (Londra, 8 settembre 1954) è un attore britannico.

## Biografia
Ha recitato in numerose serie televisive statunitensi a partire dalla fine degli anni ottanta, su tutte I misteri della laguna dove interpreta il ruolo di Anton Arcane, La signora in giallo e Dallas. Il film più importante nel quale ha lavorato è stato Titanic di James Cameron, dove ha interpretato la parte del capo ufficiale Henry Tingle Wilde. Nel 2007 interpreta John Lennon nel film Chapter 27 che parla dell'uccisione del celebre musicista dopo aver perso il ruolo in un precedente film sempre su Lennon, dal momento che Mark Chapman è anche il nome dell'assassino di Lennon.

## Filmografia parziale

### Cinema
- American Gothic, regia di John Hough (1988)
- Titanic, regia di James Cameron (1997)
- Beethoven 4, regia di David M. Evans (2001)
- Chapter 27 - L'assassinio di John Lennon (Chapter 27), regia di Jarrett Schaefer (2008)

### Televisione
- Max Headroom – serie TV, 1 episodio (1987)
- Dallas – serie TV, 5 episodi (1988)
- Falcon Crest – serie TV, 8 episodi (1989)
- I misteri della laguna (Swamp Thing) – serie TV, 72 episodi (1990-1993)
- I Langolieri (The Langoliers) – miniserie TV, 2 puntate (1995)
- La signora in giallo (Murder, She Wrote) - serie TV, 5 episodi (1987-1995)
- Lois & Clark - Le nuove avventure di Superman (Lois & Clark: The New Adventures of Superman) – serie TV, 2 episodi (1996)
- JAG - Avvocati in divisa (JAG) – serie TV, 1 episodio (1997)
- Streghe (Charmed) – serie TV, 1 episodio (2000)
- La valanga della paura (Trapped: Buried Alive) – film TV (2002)
- I giorni della nostra vita (Days of Our Lives) – soap opera, 20 puntate (2002-2004)
- Febbre d'amore (The Young and the Restless) – soap opera, 3 puntate (2006)

## Doppiatori italiani
Nelle versioni in italiano delle opere in cui ha recitato, Mark Lindsay Chapman è stato doppiato da:
- Fabrizio Pucci in La signora in giallo (ep. 4x06, 6x03)
- Riccardo Rossi in La signora in giallo (ep. 9x04)
- Edoardo Nordio in La signora in giallo (ep. 12x06-07)
- Massimo Lodolo in Max Headroom
- Antonio Sanna in Hollywood - La valle delle bambole
- Raffaele Farina ne I Langolieri
- Roberto Draghetti in Titanic
- Emilio Cappuccio in Streghe
- Sandro Acerbo ne I Langolieri (ridoppiaggio)